# Çağlıpınar, Şavşat
Çağlıpınar là một xã thuộc huyện Şavşat, tỉnh Artvin, Thổ Nhĩ Kỳ. Dân số thời điểm năm 2010 là 49 người.